# Frederik Rostgaard
Frederik Rostgaard (født 8. november 1671, død 25. april 1745) var en dansk gehejmearkivar, oversekretær, videnskabelig samler og legatstifter.

## Opvækst og uddannelse
Frederik Rostgaard var født på herregården Krogerup i Nordsjælland. Hans forældre var Hans Rostgaard og dennes anden hustru Marina Arendrup. Ved farens død 1684 blev han forældreløs, men formueforholdene var gode, så han kunne få en omhyggelig undervisning og videregående uddannelse. Efter at have været i huset hos rektoren ved Københavns Skole, Peder Foss, blev han privat dimitteret af denne 1687. Han havde den senere justitiarius i Højesteret Willum Worm til formynder og boede som student flere år hos den kendte hofpræst Hector Gotfred Masius. Velstående som han var, drev han forskellige frie studier, holdt af at gå på biblioteker og begyndte som ganske ung student på at anlægge samlinger af Bordings og andre danske digteres arbejder, særlig dem på latin.
Efter et par kortere udflugter til Skåne og Nordtyskland rejste han 1690 til udlandet, hvor han opholdt sig de følgende ni år. Han opholdt sig først i Tyskland, især i Giessen, hvor det var retsvidenskab der var hans hovedstudium, men samtidig studerede han arabisk. I foråret 1692 drog han til Holland, hvor han gjorde Leiden til sit hovedopholdssted, og skønt han ikke lagde juraen til side, blev det sprogvidenskaben, der optog ham under resten af udlandsopholdet. Han fandt også lejlighed til her at udgive sine samlinger af danske forfatteres latinske digte (1693) under titel af Deliciæ qvorundam poëtarum Danorum.
I oktober 1693 kom han til England, hvor Oxford blev hans vigtigste opholdssted, og hvor han foruden at gøre danske sproglige studier især kastede sig over oldtysk, oldengelsk og græsk. På disse forskellige områder opbyggede han betydelige samlinger, idet han lod tage afskrifter af vigtige gamle håndskrifter. Nytårsdag 1695 kom han til Paris, der tiltalte ham så meget, at han blev der i tre år. Her som andre steder føjede han til sine studier ivrig omgang med ansete lærde i forskellige fag, men for Paris' vedkommende kan endnu tilføjes, at han også var fængslet ved et kærlighedsforhold til en dame, der fødte ham en søn og en datter, som han senere lod komme til Danmark og der tog sig af. Et skrift han udgav i Paris, om hvordan et bibliotek bedst skulle ordnes, er et vidnesbyrd om, i hvilken grad bogsamlinger interesserede ham, og han indkøbte da også bøger i mængde til sig selv. 1698 gik rejsen sydpå til Italien, og han nåede her lige ned til Sicilien med en udflugt til Malta. Alle vegne, hvor det lod sig gøre, fortsatte han sine
undersøgelser om værdifulde håndskrifter og bøger.

## Karriere
Omsider måtte dette omflakkende liv dog ende, under hvilket han med rette kunne sige, at "Studier vare hans højeste Inklination", og i november 1699 stod han atter i København.
Med sig havde han en sand skat af håndskrifter og bøger. Hvilket mageløst fond til i hjemmet at kunne begynde et virksomt, producerende liv som forsker, især da han havde i det mindste nogen formue i ryggen. Det kom imidlertid til at gå anderledes. Hvor flittig han end var, når det gjaldt om at læse og samle, manglede han helt den hengivelse i visse bestemte arbejder, den tilsidesættelse af alt andet og evnen til at forme og gruppere, der behøves for at blive virkelig forsker. Hertil kom en ikke ringe forfængelighed, der glædedes ved ydre glans, og lyst til at spille en rolle i den ydre verden. Nu traf det sig også således, at han, uvist hvorledes, kom i forbindelse med rigets indflydelsesrigeste personlighed, storkansleren Conrad Reventlow, der besluttede at knytte ham, den kundskabsrige og arbejdsdygtige mand, til sig. Idet Reventlow anbefalede ham til kongen, fordi han "havde øvet sig i Saadanne Videnskaber, som den bør have, som skal sættes over et kongeligt Arkiv", fik han ham udnævnt til gehejmearkivar 9. marts 1700. Det var unægtelig et embede, der kunne tænkes at passe godt til Rostgaard med hans lærde uddannelse. Men storkansleren havde imidlertid også en anden plan med ham. To måneder efter at Rostgaard havde fået sin udnævnelse til gehejmearkivar, blev han 20. maj 1700 forlovet med Reventlows uægte, men for øvrigt af ham anerkendte og adlede datter, Conradine Revenfeldt. Hun var endnu ikke helt 13 år gammel – et bevis på, at der her ikke var den ringeste tale om nogen gensidig tiltrækning – og der måtte derfor gå tre år, inden brylluppet kunne stå 1. marts 1703.
Den unge fru Rostgaard var meget smuk – og derved en modsætning til sin mand – men hun var for lidet udviklet til i den første tid at kunne andet end pynte i hans hus, senere får man indtryk både af noget koldt og noget forfængeligt ved hende, således at hun mindst af alt var skikket til at være en stille forskers hustru, men derimod langt mere må tænkes at have ægget de forfængelige sider af Rostgaards natur. Intet har åbenbart ligget hende mere på sinde end så vidt muligt at kunne hævde sin plads ved siden af sin fornemme slægt på fædrene side.
Sin stilling som gehejmearkivar synes Rostgaard at have udfyldt med iver og samvittighedsfuldhed, og det gode navn han derved vandt, gjorde at han ikke blot efterhånden tillige blev brugt i adskillige af de kommissioner, der i denne del af enevældens tid ofte påkendte retssager eller måtte give kongen betænkning om forskellige vigtige sager. Han kom også efter 1709 til at dømme som medlem af Højesteret, og 1. januar 1720 blev han endog justitiarius i denne ret. Ved siden af var han 12. september 1712 blevet direktør i det vestindiske og guineiske kompagni, og 16. marts 1714 blev han medlem af direktionen for brandvæsenet og vandværkerne i København. Imidlertid havde han ikke lagt sine gamle interesser på hylden, for så vidt de kunne fremmes uden at lægge for meget beslag på hans tid. Han vedblev at samle. Dels var det atter Bordings på mange steder spredte digte, der optog ham, dels gav han sig til at samle til en dansk ordbog, som han mente skulle indeholde en fuldstændig fortegnelse over det danske sprogs ordforråd på hans egen tid. Han fik også ideen om at få et dansk adelsleksikon i stand. Det opmuntrede ham sikkert i den henseende, at han selv 1702 var blevet optaget i den danske adel, naturligvis for at passe bedre i sin hustrus fine slægt. Det var ikke få medarbejdere, som Rostgaard brugte for at få disse arbejder fremmet, og samtidig med at han stadig forøgede sin bogsamling, som han meget liberalt tillod andre at bruge, kunne han glæde sig ved at se sine håndskrevne pakker blive flere og flere. Noget selvstændigt så man imidlertid ikke fra hans hånd, og derfor begyndte også filologer i udlandet, der vidste god besked med, hvor store samlinger han havde gjort under sin rejse, særlig på det oldtyske område og med hensyn til Libanius, en græsk retoriker fra det 4. århundrede e.Kr., at blive utålmodige over, at disse skatte lå hen, uden at den lærde verden fik nogen gavn af dem.
Rostgaard vakte opmærksomhed ved at klage over den ufordelagtige omtale af Anholts beboere i Holbergs Peder Paars. Rostgaard, der ejede både Anholt og Sejerø, var oprørt over Holbergs parodi på Æneiden, hvor Peder Paars undervejs fra Kalundborg til Aars forliser, og med sit mandskab redder seg i land på Anholt, hvis indbyggere - ifølge Holberg - "lever Christelig og nærer sig af Vrag", de plyndrer og fængsler skibbrudne. Øens øvrighed kuer almuen, der lever i den sorteste overtro. Fogden fælder domme til sin egen fordel, mens præsten støtter sig til gamle katolske prædikensamlinger. Digtets popularitet gjorde ikke Rostgaard mildere stemt, og han klagede til kongen med krav om, at skriftet skulle brændes af bødlen. Kongen besluttede dog, at skriftet - selv om det "hellere kunde være bleven udeladt end skreven" - kunne godtages, fordi det drejede sig om «fingeret Skiemt» (= fiktiv skæmt).
Hvis Rostgaard har ærgret sig over konseillets holdning i denne sag, så fik han den tilfredsstillelse, at de mænd i dette kollegium, der stod ham fjernest, Vibe og Sehested, snart efter, nemlig 2. december 1721, blev afskediget. Selv afløste han Vibe som oversekretær i Danske Kancelli fra samme dag. Ganske vist blev han ikke i dette embede, hvad oversekretæren plejede at være, chef for sit kollegium, for et halvt år i forvejen var grev U.A. Holstein-Holsteinborg blevet storkansler og derved sat i spidsen for begge kancellierne. Danske Kancelli var også ret afhængigt af konseillet. Men oversekretærembedet var et af de højeste i staten og udmærket lønnet, så han frasagde sig stillingen som justitiarius i Højesteret. Storkansleren - som gift med en af Conrad Reventlows ægte døtre - var Rostgaards egen svoger.
Virksom og arbejdslysten som Rostgaard var, satte han sig med iver ind i sit nye embede, der dog ikke i de år, han beklædte det, gav ham lejlighed til at virke for nogen større reform. Idet denne høje stilling gjorde det muligt for ham at øve indflydelse på allerhøjeste steder, brugte han den blandt andet på en smuk måde til at støtte det nu begyndende danske skuespil i København. Kærlighed til dansk litteratur og til modersmaalet var stærkt fremtrædende hos ham, og ligesom Holberg så han, at det nyligt grundlagte teater i Grønnegade her kunne virke noget skønt, at det kunne tjene "det ædle Sprog, som Kongens Riger tale". Derfor holdt han sig dels ikke for at være for fornem til at hjælpe skuespillerne med at affatte flere prologer for dem, dels virkede han til at stemme kongen gunstig for dem.

## Bestikkelsesdommen
Uheldigvis var det ikke alle sider af Rostgaards virksomhed, der fortjente anerkendelse, og han havde uvenner, der lurede på ham og velvilligt drog hans svage sider frem. Iblandt disse fjender var biskop B. Deichman den farligste, og der kan næppe være tvivl om, at lyst til at hævne sig på Rostgaard, fordi denne havde modarbejdet planer fra hans side, virkede betydelig med til, at han, der i høj grad havde Frederik 4.'s øre, fik denne til at lade Rostgaard blive trukket med ind i undersøgelser, som efter Deichmans forslag i december 1724 blev anstillet mod dem, der havde gjort sig skyldige i at lade sig bestikke. Skønt Rostgaard ikke kunne siges ligefrem at have solgt retten eller embeder, havde han flere gange taget imod pengegaver i anledning af tjenester, han i embeds medfør havde haft lejlighed til at gøre forskellige, og han var derfor utvivlsomt hjemfalden til straf efter den 23. oktober 1700 udstedte forordning, rettet mod dem, der tog imod "Skjænk og Gave». At sådant dengang ikke var ualmindeligt, og at det kunne ske i meget værre former end den, som man ser hos Rostgaard, kan på ingen måder undskylde ham. Det var en skandale, at en velstående mand i et udmærket lønnet embede ikke kunne holde hænderne rene.
Han gjorde sagen endnu værre ved helt at tabe ligevægten. Så snart han mærkede, hvad der truede ham, skrev han ikke blot ynkelige breve til kongen, men flygtede endog til Helsingborg. Man har svært ved at begribe, hvad han ville opnå derved, for så snart kongen sendte et par lakajer over for at hente ham, fulgte han straks med tilbage til København. Her slap han for den almindelige rettergang, der fulgte mod de andre, som var genstand for samme anklage, og der blev taget så meget hensyn til hans høje embedsstilling, at der blev holdt forhør over ham i selve konseillet, hvor det blev hans egen svoger storkansleren, der forhørte ham og derpå oplæste 23. januar 1725 kongens dom for ham. Den lød på, at han skulle miste sine embeder som oversekretær og gehejmearkivar, han skulle stille kaution for tilbagebetaling af de pengebeløb, som han havde modtaget ulovligt, og han måtte ikke under den højeste straf komme for kongens ansigt eller til hove, men skulle flytte fra København.
Skønt den straf, der her ramte Rostgaard, var betydelig mildere end den ved den ovennævnte forordning fastsatte, der lød på tab af både embede, ære og gods, måtte han føle den som et hårdt slag. Den havde styrtet ham fra hans høje embede, berøvet ham kongens nåde og sat en plet på hans navn i folks anseelse.

## Rostgaards sidste år
Hvad enten det lå i, at hans svoger storkansleren og dennes hustru, der holdt meget af halvsøsteren fru Rostgaard, arbejdede for ham, eller andre hensyn have gjort sig gældende, så mildnede kongen efterhånden hans lod. Allerede i marts 1725 fik han lov til i visse tilfælde at komme til København, i juni 1727 blev det endog tilladt ham at komme til hove, hvad der måtte være en vigtig rehabilitation, og nogle måneder derefter (29. oktober 1727) udnævntes han til amtmand i Antvorskov og Korsør amter. Det er betegnende for hans hustrus hårde karakter, at hun nægtede at følge ham til hans bolig i den nye embedskreds. Hun ville ikke bort fra det smukke Krogerup, og han var altså nødt til at passe sit embede fjernt fra sin familie. Men dette varede dog ikke længere end til Frederik 4.'s død. Få dage
efter den blev han nemlig uden noget derom af ham selv udtalt ønske flyttet til at overtage en stilling som oversætter ved Øresundstolden i Helsingør (17. oktober 1730). At blive oversætter i stedet for amtmand synes være en ret anselig tilbagegang, men det er dog et spørgsmål, om det må opfattes sådan. I det mindste følte han det som et gode, at han nu var kommet i nærheden af sin familie, og embedet var ikke dårlig lønnet. Selve forretningerne viste sig imidlertid ikke at ligge for ham, og allerede 19. februar 1731 opnåede han at få sin afsked med en årlig pension af 600 rigsdaler. Han trak sig nu tilbage til Krogerup, hvor han levede resten af sine dage som en velstående privatmand. Da han, der allerede 1712 var blevet etatsråd, 1735 blev gjort til konferensråd, kunne han også nyde at føle sig som en anselig rangsperson. Den slemme historie fra 1725 var nu glemt, eller han gjaldt for den gang at have været genstand for en uretfærdig forfølgelse.
Fru Rostgaard fødte sin mand syv børn. Af disse døde den eneste søn dagen efter fødslen, og af døtrene blev kun tre voksne. Betydeligst af disse var den ældste, Conradine Sophie, der var ypperlig begavet og kundskabsrig. Hun var først gift med en kammerjunker v. d. Maase, der døde 1728. Siden (1736) ægtede hun en Oluf Bruun, der havde været huslærer for hendes
børn af første ægteskab, og som hun havde stået i kærlighedsforhold til. Hendes forældre havde god grund til i flere henseender at være misfornøjede med den måde, hvorpå dette ægteskab blev sluttet, men de tog sagen uforstandigt og hårdt. Uden at bryde sig om, at hendes nye ægtefælle var en fuldstændig hæderlig og dygtig mand, brød de helt med datteren, og hun blev gjort arveløs. Havde Rostgaard tabt ligevægten i ulykkens dage, gjorde han det ikke mindre i dette familiedrama. Men sikkert falder en stor del af skylden her på hans hustru. Hvordan hans eget forhold til denne i det hele har været, ved man ikke. Derimod er det sikkert, at hvad der udbredte tilfredshed over Rostgaards leveår i hans privatliv ude på Krogerup, det var hans tilbagevenden til de lærde sysler fra hans yngre år og det venlige forhold, han kom i til en del forskere som for eksempel Hans Gram og ganske særlig Jakob Langebek. Det var fra hans side betegnet ved en ikke ringe personlig elskværdighed, ligesom han også gerne ville hjælpe med penge, for så vidt hans midler strakte til.
Da ulykken ramte Rostgaard ved hans afsættelse, greb han til at sælge sine håndskriftsamlinger og sit udmærkede bibliotek, men han beholdt dog ganske meget, og dette forøgede han siden,
for han var af den slags mennesker, der ikke kunne leve uden at samle. Der var således stof nok for ham til lærde sysler i det sidste, stille afsnit af hans liv. Ganske vist fremkom der ikke
mere nu end tidligere selvstændige større videnskabelige værker fra hans hånd. Han vedblev stedse i så henseende nærmest at være, hvad man må kalde en lærd dilettant. Det vigtigste, af hvad han selv skrev, var en skildring af hans eget videnskabelige og litterære liv, der i en af ham personlig udarbejdet tysk oversættelse blev udgivet i Dänische Bibliothek, samt på det
digteriske felt en oversættelse af tyske salmer, som han forøgede med nogle af ham selv digtede. Mest holdt han af at give bidrag fra sine samlinger til andre lærdes arbejder. Det var således på grundlag af sådanne, at Bordings poetiske skrifter blev udgivet 1736. Stærkest var han måske en tid optaget af at få sine danske ordbogssamlinger bearbejdede til endelig udgivelse, og han var rede til at bringe økonomiske ofre for at dette kunne lykkes. Arbejdet blev lagt i Langebeks hånd og fortsattes indtil efter Rostgaards død, men som bekendt uden at blive ført til ende.
Det kan ikke nægtes, at da Rostgaard døde var det ikke store resultater, hans varme kærlighed til forskningen havde bragt; men når man trods hans vitterlige mangler ikke kan andet end anerkende denne kærlighed, så må der endnu som et nyt vidnesbyrd derom anføres, at han ved testamentariske bestemmelser lod henlægge en sum penge, der ved tilskud efterhånden skulle vokse således at der deraf med tiden kunne oprettes visse legater til brug for forskningen, blandt andet til at lønne en professor i den nordiske historie og de nordiske oldsager (professor Rostgardianus). Det var en smuk patriotisk følelse, der her styrede ham, nemlig tanken om at fremdrage gamle nationale minder af "den tykke Uvidenheds Mørke" og om "Forsvar imod vore Fjenders og Misunderes daglige og skammelige Bagvaskelse".
Hans hustru døde først 22. oktober 1770, 83 år gammel.